# Vrstni ples
Vrstni ples je ples, pri katerem je koreografija sestavljena iz ponavljajočih se zaporedij (sekvenc) korakov. Skupina plesalcev pleše v eni ali več vrstah ne glede na njihov spol, vsi so obrnjeni drug proti drugemu ali pa v isto smer ter istočasno izvajajo iste korake. Drugače kot pri plesu v krogu, vrstni plesalci niso v fizičnem stiku drug z drugim.
Vrstne plese plešejo in učijo v country-western plesnih barih, plesnih klubih ter plesinih dvoranah. Včasih se vrstni ples kombinira z drugimi oblikami country-western plesa kot so two step, zahodni promenadni plesi ter variacije valčka, polke in swinga v western stilu. Vrstni plesi so spremljali številne priljubljene glasbene stile vse od zgodnjih sedemdesetih, vključno s popom, swingom, rock'n'rollom, discom, latinom (salsa suelta), R&B-jem ter jazzom.

## Zgodovina

### 1950 - 1970
Ples Madison je bil popularen vrstni ples v poznih 1950-ih. San Francisco Stomp iz leta 1961 je že ustrezal opredelitvi vrstnega plesa. Najmanj pet vrstnih plesov, ki so močno povezani s country-western glasbo je bilo ustvarjenih v 1970-ih. Dva od teh Walkin' Wazi in Cowboy Boogie  sta bila sestavljena pet let pred disko norijo, ki je nastala po izdaji filma Saturday night fever leta 1977. Istega leta pa je nastal tudi ples Tush Push.
Electric Slide je ples, ki temelji na discu, nastal in populariziran pa je bil sredi 1970-ih. "The L.A. Hustle" je nastal v majhem Los Angeleškem disku poleti 1975 ter prišel do vzhodne obale (z modificiranimi koraki) spomladi leta 1976, imenovan Bus Stop.  
Še eden ples iz sedemdesetih je Nutbush. 

### 1980
Več kot ducat vrstnih plesov je bilo za country glasbo ustvarjenih tekom 1980-ih. Leta 1980 je film Urban Cowboy prikazal zabris meje med country in pop glasbo ter spodbudil ponovno zanimanje v country kulturo, western modo, glasbo ter ples. Mnogi zgodnji vrstni plesi takrat so bili kljub temu še vedno le prilagojeni disco vrstni plesi. Ples Boot Scotin' Boogie je koreografiral Bill Bader oktobra 1990 za pesem Asleep at the Wheel. Različica te pesmi izvajalca The Brooks and Dunn je povzročila, da je vsaj 16 vrstnih plesov v imenu nosilo ime Boot Scootin' Boogie, vključno s pesmijo izvajalca Tom Maddox and Skippy Blair, ki je imel tudi pogodbo z založbo. 
The Chicken Dance pa je primer vrstnega plesa, ki ga je posvojil glasbeni stil The Mod revival tekom 1980-ih.

### 1990
Leta 1992 je hit Achy Breaky Heart, ki ga izvaja Billy Ray Cyrus, pomagal katapultirati vrstni ples v javnost kot nov moderen plesni stil. Leta 1994 je koreograf Max Perry ustvaril svetovni plesni hit Swamp Thang za pesem Swamp Thing izvajalca The Grid. To je bila tehno pesem, ki se je združila z banjo zvoki, s čimer je razširila uporabo vrstnega plesa na druge stile glasbe. V sredini 1990-ih je popularnost vrstnega plesa vplivala na western glabo v tolikšni meri, da je Chet Atkins izjavil "The music has gotten pretty bad, I think. It's all that damn line dancing." (Glasba je postala kar precej slaba, se mi zdi. In to prav zaradi tega prekletega vrstnega plesa.)
Max Perry, skupaj z Jo Thompsom, Scottom Blevinsom in ostalimi je začel uporabljati dvoranske ritme in tehnike, da bi popeljal vrstne plese na višjo raven. Leta 1998 je skupina Steps ustvarila nadaljnje zanimanje zunaj ZDA s techno-dance pesmijo "5,6,7,8". Leta 1999 pa je trgovec Gap debitiral reklamo za Khaki country na podelitvi oskarjev, v kateri vrstni plesalci plešejo na pesem iz leta 1999 Crazy Little Thing Called Love, ki jo izvaja Dwight Yoakam.
Tudi hit Macarena iz sredine 1990-ih je osnovan na vrstnem plesu.
Vrstni ples je dosegel Evropo s pomočjo nove televizije Country Music Television ter v letu 2008 pritegnil tudi pozornost francoske vlade. Današnji vrstni plesi, ki se plešejo na country glasbo so veliko bolj tradicionalni kot tisti, ki se plešejo na druge glasbene stile. Vendar pa se za vrstne plese uporablja več kot le "stereotipna" country glasba, pravzaprav vrstni plesalci plešejo na večino glasbenih slogov: tako na country kot tudi na moderen pop, irsko, latino ter ostalo glasbo.
Za glavno mesto vrstnih plesov v Ameriki je bilo leta 2014 na podlagi glasovanja MeetUp Groups v ZDA razglašeno mesto Durham v Severni Karolini.

## Stena
Za vsak ples se pravi, da je sestavljen iz štirih sten. Stena je smer, proti kateri so plesalci obrnjeni v določenem trenutku: sprednja stena (smer, kamor so obrnjeni ob začetku plesa), zadnja stena ali stranska stena. Plesalci lahko večkrat zamenjajo smer tekom ene sekvence, lahko pa so v nekem trenutku obrnjeni tudi v smeri med dvema stenama; vendar bodo ob koncu sekvence obrnjeni proti začetni steni ali pa kateri od ostalih treh. Ne glede na to, proti kateri steni so ob koncu sekvence obrnjeni, bo ta stena predstavljala novo začetno steno.
- Pri eno-stenskem plesu so plesalci ob koncu plesa obrnjeni v isto smer kot ob začetku.
- Pri dvo-stenskem plesu se ponovitve sekvenc izmenično končujejo na zadnji ter prednji steni. Drugače rečeno, plesalci se tekom ene sekvence obrnejo za 180 stopinj. Samba vrstni ples je primer dvo-stenskega plesa. Med izvajanjem volte koraka se plesalci obrnejo za 180 stopinj tako, da so obrnjeni proti novi steni.
- Pri štiri-stenskem plesu se smer ob koncu ene sekvence obrne za 90 stopinj proti levi ali desni steni od začetne stene. Posledično se plesalci ob koncu vsakega zaporedja obrnejo proti drugi steni, tako da pride na vrsto vsaka od štirih sten, preden se zopet obrnejo proti začetni steni.
- The hustle line dance je primer štiri-stenskega plesa, ker se ob zadnji figuri obrnejo za 90 stopinj na levo v smeri nove stene. Pri nekaterih plesih se s tričetrtinskim obratom obrnejo za 270 stopinj, da bi se obrnili proti novi steni.